# قيام
القيام هو الركن الثاني من أركان الصلاة.القيام مع القدرة. القِيَامُ لُغةً:  قيامُ الأمر : قِوامه.
القيام عند قراءة سورة الفاتحة : تلاوتها في حالة الوقوف 
قال الإمام الشافعي : «أُمر رسول الله صلى الله عليه وسلم بالصلاة قائمًا، وإنما خوطب بالفرائض مَن أطاقها، فإذا لم يُطِق القيام صلى قاعدًا، فإن لم يُطِق صلى مضطجعًا»

## حكم القيام في الصلاة
قال العلماء القيام هو ركن من اركان الصلاة وهذا قول الحنفية والمالكية والحنابلة والشافعية والجعفرية - الشيعة الإثنى عشرية: القيام في الصلاة المفروضة ركن بقدر تكبيرة الإحرام وقراءة الفاتحة والرفع من الركوع وذلك في كل ركعة، على أن الركوع لا بد وأن يكون من قيام.

## ادلة القيام في الصلاة

### الأدلة من القرآن العظيم
ومن الأدلة على ركنية القيام قوله تعالى: في القرآن:
- ﴿حَافِظُوا عَلَى الصَّلَوَاتِ وَالصَّلَاةِ الْوُسْطَى وَقُومُوا لِلَّهِ قَانِتِينَ ۝٢٣٨﴾ - سورة البقرة.
- وقد فسر هذا القنوت أيضاً بالخشوع في الصلاة وترك الكلام فيها. فقد فسر القنوت في الصلاة في الآية المذكورة بالخشوع في الصلاة وبترك الكلام فيها.
- ففي تفسير الإمام ابن كثير:

وقوله تعالى: وَقُومُواْ لِلّهِ قَانِتِينَ. أي: خاشعين ذليلين مستكينين بين يديه، وهذا الأمر مستلزم ترك الكلام في الصلاة، لمنافاته إياها، ولهذا لما امتنع النبي ﷺ من الرد على ابن مسعود حين سلم عليه، وهو في الصلاة، اعتذر إليه بذلك، وقال: إن في الصلاة لشغلا.
- وفي صحيح مسلم أنه عليه السلام قال لمعاوية بن الحكم (السلمي) حين تكلم في الصلاة: إن هذه الصلاة لا يصلح فيها شيء من كلام الناس، إنما هي التسبيح والتكبير وذكر الله.
- ففي المنتقى للباجي المالكي: وأصل ذلك أن القيام ركن من أركان الصلاة وشرط في صحة الفرض منها مع القدرة عليها والدليل على ذلك قوله تعالى: وَقُومُواْ لِلّهِ قَانِتِينَ ولا خلاف في ذلك فثبت بذلك وجوب القيام.[3]

### الأدلة من السنة النبوية المطهرة
- ويجب أداء الصلاة حال القيام في حق من يقدر عليه، لقول النبي ﷺ لعمران بن حصين: صل قائما، فإن لم تستطع فقاعدا، فإن لم تستطع فعلى جنب. رواه البخاري وغيره.[2]
- وعليه؛ فصلاة الفرض للقادر على القيام جالساً لا تصح لأن القيام في الصلاة ركن من أركانها لا يسقط مع القدرة عليه ولا تصح بدونه.

## القدرة على القيام
- فإذا كنت قادر على القيام في الصلاة وكان الألم الذي تشعر به حال السجود يمكن تحمله بحيث لا تترتب عليه مشقة فادحة فحينئذ يجب عليك القيام حال الصلاة والسجود على الأعضاء السبعة ما دمت قادر على ذلك دون مشقة فادحة.
- فقد قال ﷺ لعمران بن حصين: صل قائماً فإن لم تستطع فقاعدا فإن لم تستطع فعلى جنب. رواه البخاري وغيره.[2]

### عدم القدرة على القيام والصلاة جالساً
- أما إذا كان الألم المذكور تترتب عليه مشقة عظيمة بحيث يشق تحمله فإنك تصلي قائم ثم تركع وبعد الرفع من الركوع تجلس على الأرض وتومئي إلى السجود من جلوس، فإن لم تستطيع الجلوس على الأرض فبإمكانك أن تجلس على كرسي أو نحوه.[4]
- الإيماء هو الإشارة بالرأس إلى موضع السجود، ويكون هنا مشروعاً عند العجز عن السجود.[5]

قال تعالى في محكم تنزيله:
﴿لَا يُكَلِّفُ اللَّهُ نَفْسًا إِلَّا وُسْعَهَا لَهَا مَا كَسَبَتْ وَعَلَيْهَا مَا اكْتَسَبَتْ رَبَّنَا لَا تُؤَاخِذْنَا إِنْ نَسِينَا أَوْ أَخْطَأْنَا رَبَّنَا وَلَا تَحْمِلْ عَلَيْنَا إِصْرًا كَمَا حَمَلْتَهُ عَلَى الَّذِينَ مِنْ قَبْلِنَا رَبَّنَا وَلَا تُحَمِّلْنَا مَا لَا طَاقَةَ لَنَا بِهِ وَاعْفُ عَنَّا وَاغْفِرْ لَنَا وَارْحَمْنَا أَنْتَ مَوْلَانَا فَانْصُرْنَا عَلَى الْقَوْمِ الْكَافِرِينَ ۝٢٨٦﴾ - سورة البقرة.
- القيام في الفريضة ركن من اركان الصلاة لان النبي  قال في صلاة النافلة (صلاة القاعد على النصف من صلاة القائم)
- ذكر الإجماع القرطبي وابن عبد البر و محمد ابن النصر المروزي ان القيام ركن من اركان الصلاة

## صفة القيام
|  | - تبدأ صلاة المسلمين بالتكبير - القيام أثناء الصلاة - الوقوف في الصلاة في مسجد كاوشيونغ في تايوان. |

- قال العلماء هو انتصاب فقرات الظهر.ان ينتصب الرجل قائما بانتصاب فقرات ظهره. لأن اسم القيام دائر معه، فإن وقف منحنيًا إلى قدامه أو خلفه أو مائلاً إلى يمينه أو يساره بحيث لا يُسمَّى قائمًا لم يَصِح قيامه؛ لترْكه الواجب بلا عُذْر، والانحناء السالب للاسم أن يصير إلى الركوع أقرب، كما في «المجموع».
- ولو استند إلى شيء كجدار أجزأه مع الكراهة، ولو تَحامَل عليه، وكان بحيث لو رفع ما استند إليه لسقط لوجود اسم القيام، وإن كان بحيث يرفع قدميه إن شاء وهو مُستنِد لم يَصِح؛ لأنه لا يُسمَّى قائمًا، بل مُعلِّقًا نفسه، فإن عجز عن ذلك وصار كراكعٍ لكِبَر أو غيره، وقَف وجوبًا كذلك؛ لقُرْبه من الانتصاب، وزاد وجوبًا انحناؤُه لركوعه إن قدَر على الزيادة؛ ليتميَّز الركنان.
- ولو أمكنه القيام متكئًا على شيء، أو القيام على ركبتيه، لَزِمه ذلك؛ لأنه ميسوره، ولو عجز عن ركوع وسجود دون قيام، قام وجوبًا، وفعل ما أمكنه في انحنائه لهما بصُلبه، فإن عجز فبرقبتِه ورأسه، فإن عجز أومأ إليهما، أو عجز عن قيام بلحوق مشقَّة شديدة قعَد كيف شاء.

* ويُعذر أيضا بترك القيام من يصلي خلف الإمام الراتب الذي يعجز عن القيام، فإذا صلى قاعدا؛ فإن من خلفه يصلون قعودا؛ تبعا لإمامهم؛ لأنه ﷺ لما مرض؛ صلى قاعدا، وأمر من خلفه بالقعود.

### واجبات القيام في الصلاة
وأمّا القيام : فالواجب منه في الصلاة ثلاثة:
- القيام حال تكبيرة الإحرام.
- القيام المتصل بالركوع.
- القيام بعد رفع الرأس عنه.
- لكن الأوّل من شرائط التكبير لا أنّه جزء مستقل في قباله، كما أنّ الثاني من مقوّمات الركوع، إذ هو ليس مجرّد الانحناء الخاص بل ما كان عن قيام، ومنه قولهم : شجرة راكعة، أي منحنية بعد ما كانت قائمة، فليس هو أيضاً جزءاً مستقلا، نعم القيام بعد الركوع جزء مستقل لكنه ليس بركني، لعدم بطلان الصلاة بنقصه السهوي كما لا يخفى.[7]

### وضع اليد اليمنى على اليسرى في الصلاة
- الرواية الأولى وضع اليد اليمنى على اليسرى ووضعهما تحت الصدر وفوق السرة سنة من سنن الصلاة الثابتة عن النبي ﷺ وهذا مذهب الشافعية، ومذهب الحنفية والحنابلة أنه يضعهما تحت سرته، والمعتمد من مذهب المالكية إرسالهما وعدم القبض وذلك رواية عن مالك.
- الرواية الثانية عنه الضم - أي قبضهما- وتوضعان تحت الصدر وفوق السرة. وإرسال اليدين لا يبطل الصلاة، بل هو المعتمد والمشهور من مذهب المالكية.[8]

## وصلات خارجية
- موقع الصلاة
- شبكة فقه الصلاة نسخة محفوظة 14 يناير 2015 على موقع واي باك مشين.
- الشرح الفقهي المصور - صفة الصلاة
- مواقيت الصلاة - prayer times